# العلاقات الإكوادورية التوفالية
العلاقات الإكوادورية التوفالية هي العلاقات الثنائية التي تجمع بين الإكوادور وتوفالو.

## مقارنة بين البلدين
هذه مقارنة عامة ومرجعية للدولتين:
| وجه المقارنة                                              | الإكوادور                      | توفالو                         |
| --------------------------------------------------------- | ------------------------------ | ------------------------------ |
| المساحة (كم2)                                             | 283.56 ألف                     | 26                             |
| عدد السكان (نسمة)                                         | 16.62 مليون                    | 11.19 ألف                      |
| الكثافة السكانية (ن./كم²)                                 | 58.61                          | 43.04 ألف                      |
| العاصمة                                                   | كيتو                           | فونافوتي                       |
| اللغة الرسمية                                             | اللغة الإسبانية، كيشوا ‏، شوار ‏ | اللغة التوفالوية، لغة إنجليزية |
| العملة                                                    | دولار أمريكي، سوكري إكوادوري   | دولار توفالو                   |
| الناتج المحلي الإجمالي (بليون دولار)                      | 103.06 مليار                   | 39.73 مليون                    |
| الناتج المحلي الإجمالي (تعادل القوة الشرائية) بليون دولار | 185.24 مليار                   | 38.93 مليون                    |
| الناتج المحلي الإجمالي الاسمي للفرد دولار أمريكي          | 6.21 ألف                       | 3.29 ألف                       |
| الناتج المحلي الإجمالي للفرد دولار أمريكي                 | 11.37 ألف                      | 3.77 ألف                       |
| مؤشر التنمية البشرية                                      | 0.746                          |                                |
| رمز المكالمات الدولي                                      | +593                           | +688                           |
| رمز الإنترنت                                              | .ec                            | .tv                            |
| المنطقة الزمنية                                           | 00                             | ت ع م+12:00                    |

## منظمات دولية مشتركة
يشترك البلدان في عضوية مجموعة من المنظمات الدولية، منها:
| علم المنظمة | اسم المنظمة                   | تاريخ انضمام الإكوادور | تاريخ انضمام توفالو |
| ----------- | ----------------------------- | ---------------------- | ------------------- |
|             | الاتحاد الدولي للاتصالات      | 17 أبريل 1920          | 15 أغسطس 1996       |
|             | مؤسسة التنمية الدولية         | 7 نوفمبر 1961          | 24 يونيو 2010       |
|             | يونسكو                        | 22 يناير 1947          | 21 أكتوبر 1991      |
|             | منظمة حظر الأسلحة الكيميائية  | ?                      | ?                   |
|             | الأمم المتحدة                 | 21 ديسمبر 1945         | 5 سبتمبر 2000       |
|             | الاتحاد البريدي العالمي       | ?                      | ?                   |
|             | البنك الدولي للإنشاء والتعمير | 28 ديسمبر 1945         | 24 يونيو 2010       |

## وصلات خارجية
- موقع وزارة الخارجية الإكوادورية